# Fernando Fitz-James Stuart
Pour les articles homonymes, voir Fitz-James (homonymie).
Fernando Fitz-James Stuart y de Solís, né le 14 septembre 1990 à Madrid, est un aristocrate espagnol, 17e duc de Huéscar, et héritier du titre de duc d'Albe de Tormes.

## Vie et famille
Fernando Juan Fitz-James Stuart y Solís est né le 14 septembre 1990 à Madrid, au sein d'une des familles les plus importantes de la noblesse espagnole, la maison d'Albe. Fils aîné du 19e duc d'Albe de Tormes, Carlos Fitz-James Stuart y Martínez de Irujo, et de Matilde de Solís-Beaumont, il porte, suivant la tradition des héritiers du duché et par cession de son père, le titre de duc de Huéscar. 
Il est baptisé le 23 octobre 1990 dans la paroisse de San Román de Séville sous les prénoms de Fernando Juan María de las Mercedes Cayetano Luis Jesús et a pour parrain et marraine le comte et la comtesse de Barcelone, représentés par Cayetana Fitz-James Stuart, 18e duchesse d'Albe, et Fernando Solís y Atienza, 10e marquis de la Motilla, grand-père de l'enfant.
Il épouse Sofía Palazuelo Barroso le 6 octobre 2018 au palais de Liria. Ils ont deux enfants :
- Rosario Fitz-James Stuart y Palazuelo, née le 8 septembre 2020, elle deviendra vraisemblablement, après son père, la 21e duchesse d'Albe ;
- Sofía Fitz-James Stuart y Palazuelo, née le 10 janvier 2023.

## Formation académique et professionnelle
Fernando Juan Fitz-James Stuart y Solís a étudié à l'école Santa María de los Rosales, avec des résultats excellents, tout comme l'avait fait son père ainsi que le roi Felipe VI d'Espagne. Il a alterné diverses années scolaires au Royaume-Uni au collège St Martin's Ampleforth.
Il obtient son diplôme de Droit à l'Université de Londres, études qu'il a élargies avec un master en Direction de Marketing au College for International Studies (CIS) et un autre à l'Université de Massachusetts.